# 肯尼亞經濟
肯尼亞經濟奉行市場經濟，只有數家國有基礎建設企業，並保持開放的對外貿易制度，被普遍認為是非洲東部和中部的金融、通訊和運輸樞紐。在2014年3月，經濟前景樂觀，國內生產總值預期增長超過5％，主要是由於旅遊、電訊、運輸和建築業擴張，加上農業出現復蘇，背後由大量懂講英語的專業工人所支持。該國的電腦知識水平高，尤其是青少年一代。
該國政府被普遍認為鼓勵投資，頒布若干監管改革，以簡化外國和本地投資，建立出口處理區域，將在未年十年因外商直接投資迅速增長。非居民匯款是該國外資流入日漸重要的來源，主要來自美國、中東、歐洲和亞洲。與鄰國相比，該國有發達的社會和實體基礎設施，被認為是除南非以外，大型企業進入非洲大陸的地點。

## 經濟史
肯尼亞獨立後，公共投資、鼓勵小型農業生產和私人工業投資誘因，促進經濟快速增長。在1963年至1973年期間，國內生產總值每年平均增長6.6％。在同一時期，農業生產每年增長4.7％，主要因素包括重新分配莊園、傳播新作物品種和開闢新的領域作耕種。然而，經濟表現在1974年至1990年之間下跌。該國實行內向型進口替代政策，加上油價上漲，使製造業缺乏競爭力。政府開始大規模入侵私人機構。缺乏出口誘因、嚴格控制進口和外匯管制，使國內投資環境的吸引力減少。
1991年至1993年期間，該國經歷獨立以來最差勁的經濟表現，國內生產總值增長停滯，農業生產按年萎縮3.9％。1993年8月，通貨膨脹率達到創紀錄的100％，政府的財政赤字超過國內生產總值的一成。基於上述原因，該國的雙邊和多邊捐助者於1991年暫停援助計劃。
在獨立後三十年期間，肯亞的半官方機構很大程度上抑制經濟發展，部分是由於缺乏專業知識和貪污成風，1979年一個總統委員會指它們構成「嚴重經濟威脅」，十年後它們仍然沒有推動工業化或促進發展黑人公務階層。該國私人機構的成功主要來自亞洲人，他們在在殖民時期創造國家的內部市場，佔內部貿易的主導地位。英國殖民者實行基於膚色的種族隔離：白人一等公民，被帶到該國鋪設東非鐵路奴隸的印度人是二等公民，本地肯尼亞人是三等公民。因此，當局訂立多項法律，以限制非洲肯亞人在自己的土地，例如在19世紀末和肯尼亞的獨立於1963年之間，他們走動要隨身帶備通行證，而殖民警察嚴格執行非洲人自由移動、教育和創業精神。獨立後，特別是在非洲化後被推離其零售據點後，住在肯尼亞的人把重心轉移至工商業中更先進的行業，在一些情況下輕易打敗西方跨國公司。出名的亞洲肯亞商人有Manu Chandaria和Madatally Manji。
1993年，肯尼亞政府開展經濟改革和自由化的重大項目。在世界銀行和國際貨幣基金組織的協助下，新財政部長和新央行行長開展一系列的經濟措施，取消價格管制和進口許可證、撤銷外匯管制、把多家公有企業私有化、削減公務員人數，並實施保守的財政和貨幣政策。1994年至1996年期間，年均實際國內生產總值增長率只是略高於4％。
然而，經濟在1997年進入增長放緩或停滯的時期，部分是由於天氣條件惡劣和1997年12月大選前經濟活動減少。1997年7月，政府拒絕兌現早前向國際貨幣基金組織作出治理改革的承諾，因此國際貨幣基金組織暫停貸款三年，而世界銀行也凍結9千萬美元的結構調整信貸。
該國政府採取積極的措施改革，包括1997年成立反腐敗機構，採取措施提高政府採購的透明度和削減政府工資。2000年7月，國際貨幣基金組織簽署價值1.5億美元的減貧與增長貸款，世界銀行不久後批出價值1.57億美元的經濟和公共部門改革信貸。
下表是肯亞的國內生產總值，市場價格由國際貨幣基金組織估計，數字以百萬肯尼亞先令為單位。
| 年   | 國內生產總值 | 美元匯率          |
| ---- | ------------ | ----------------- |
| 1980 | 74,940       | 7.42 肯尼亞先令   |
| 1985 | 143,715      | 16.43 肯尼亞先令  |
| 1990 | 278,502      | 22.86 肯尼亞先令  |
| 1995 | 614,267      | 50.42 肯尼亞先令  |
| 2000 | 967,838      | 78.58 肯尼亞先令  |
| 2005 | 1,449,408    | 75.55 肯尼亞先令  |
| 2008 | –            | 78.90 肯尼亞先令  |
| 2011 | –            | 96.85 肯尼亞先令  |
| 2011 | –            | 106.21 肯尼亞先令 |
| 2012 | –            | 84.00 肯尼亞先令  |

該國小型企業提供的就業機會越來越多。隨著法規增加而簡化，這些企業能發展成為大型的合法企業，最終可以創造更多就業崗位和政府收入。

## 國內生產總值

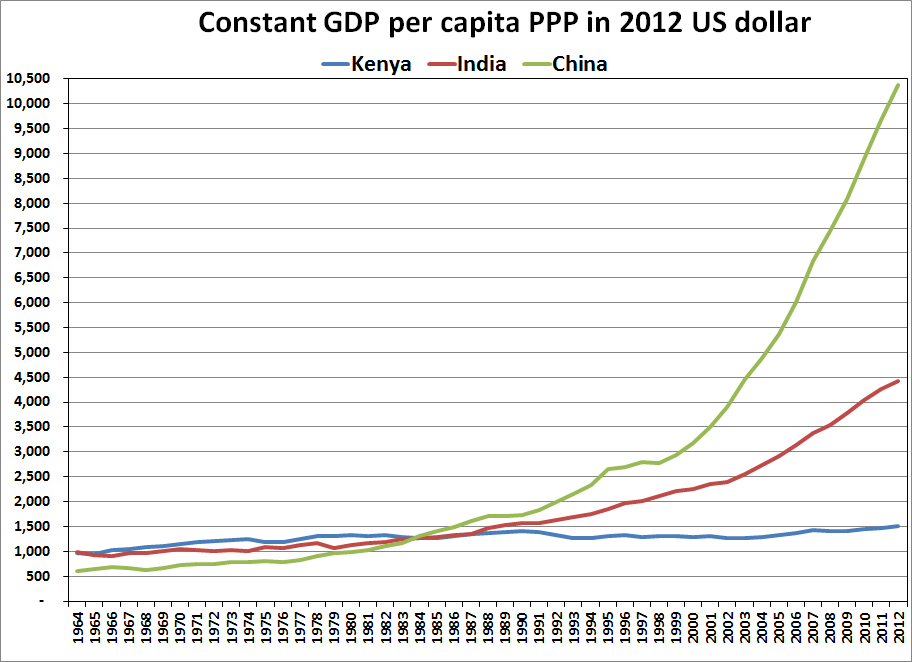
肯尼亞自獨立後的經濟表現

2006年，肯尼亞的國內生產總值約為173.9億美元，人均國內生產總值平均超過每年450美元。經調整購買力平價後，2006年人均國內生產總值為1,200美元左右。實際國內生產總值增長在丹尼爾·阿拉普·莫伊最後一個總統任期（1997至2002年）內低迷，2003年只有1.4％，在2004年初回升至2.3％，在2005年和2006年增加至接近6％。實際國內生產總值預計將繼續改善，主要由於旅遊、電訊、運輸和建築業擴張，加上農業復蘇。肯尼亞中央銀行預測國內生產總值在2007年增加5至6％。根據2004年的估算，國內生產總值的比例如下，農業︰25.7%；製造業︰14.0%；貿易、餐廳、酒店︰13.8%；交通和通訊︰6.9%；政府服務︰15.6%；其他︰24.0%。

### 農業、工業和製造業、服務業的國內生產總值增長
'農業'是該國三大經濟產業之一。農業佔該國整體國內生產總值的比例，1980年為33％，1990年為30％，2000年增加至32％，2011下跌至23％。
'工業和製造業'是整體國內生產總值的另一個組成部分。在過去31年中，佔整體國內生產總值的比例一直大幅波動，1980年為21％，1990年下降到19％，2000年進一步下降到17％，2011年稍微上升至19％。
'服務業'是該國經濟的最後一個組成部分。世界銀行定義為批發和零售貿易、交通、政府、金融、專業和個人服務的工作。服務業佔肯尼亞的總體國內生產總值的比例，從1980年的47％增加至1990年的51％，在2000年維持不變，並在2011年增加至58％。

## 行業

### 農業

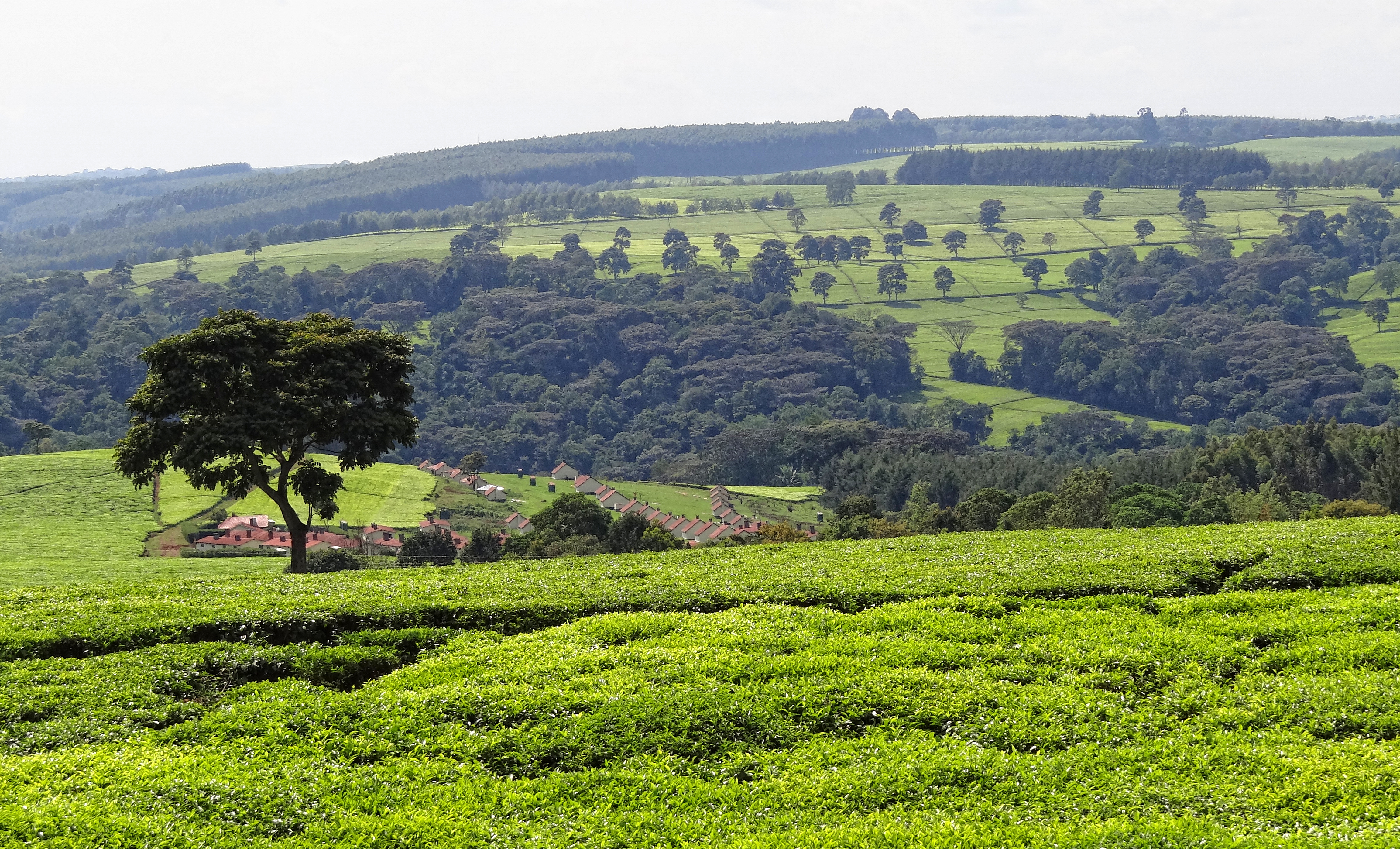
肯尼亞茶園

肯尼亞土地總面積的15%有足夠肥沃度和降雨用作耕種，只有7%或8%可以歸類為一等土地，但農業繼續主導經濟。2006年，近75％肯尼亞人靠在土地工作過活，比例在1980年為80％。非出售的自給生產佔農業總產值的一半。農業是國內生產總值的第二大組成部分，次於服務業。2005年，農業包括林業和漁業佔國內生產總值的24％左右、受薪就業的18％和出口收入的50％。主要經濟作物有茶葉、園藝品和咖啡，而園藝品和茶葉是主要的增長行業，也是最有價值的出口產品。2005年，園藝和茶葉分別佔出口總收入的22%和23%。咖啡的世界價格下降，其重要性降低，在2005年僅佔出口收入的5％。主食如玉米的生產隨著天氣尖銳波動。產量定期下跌，使糧食援助成為必要，例如在2004年因間歇性乾旱而接受援助的人數達180萬。但是，農業信貸擴張使農民能更好地管理與降雨和農產品價格波動相關的龐大風險。
肥沃的高地出產茶葉、咖啡、劍麻、除蟲菊、玉米和小麥，是非洲最成功的農業生產地區之一。該國北部和東部的半乾旱稀樹草原以畜牧業為主。地勢較低的地區出產椰子、菠蘿、腰果、棉花、甘蔗、劍麻和玉米。

#### 糖业
肯尼亚的糖业对肯尼亚经济至关重要，它贡献了15%的国民生产总值。2024年糖业法给这个产业提供了坚实的法律支持。

### 林業和漁業
資源退化導致林業產量減少。2004年，原木採伐量為2,216萬立方米。漁業對維多利亞湖周圍地區十分重要，圖爾卡納湖也有發展潛力。2004年總漁獲為128,000噸。然而，漁業產量因生態破壞一直下降。污染、過度捕魚和使用未經許可的捕魚設備，導致漁獲量下降，當地魚類物種瀕危。

### 採礦和礦物

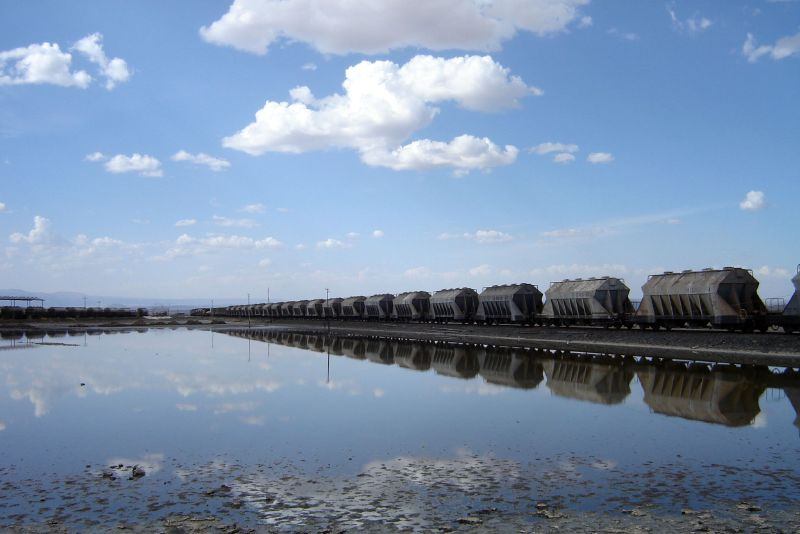
運送碳酸鈉的火車

肯尼亞沒有豐富的礦產，採礦及採石業對經濟的貢獻微不足道，佔國內生產總值不足1％，主要來自中南馬加迪湖的純鹼業務。2005年礦產量超過100萬噸，很大程度上是由於純鹼產量上升。近年該國最大的外商投資項目之一是馬加迪純鹼擴建計劃。除了純鹼外，主要礦產有石灰岩、黃金、鹽、鈮、螢石和化石燃料。
根據礦業法，所有未開採的礦物質由政府擁有。環境和自然資源部轄下的礦業和地質部，負責控制勘探和開採礦產。

### 工業和製造業
雖然肯尼亞是東非地區工業最發達的國家，但製造業仍只佔國內生產總值的14%，水平自獨立後只略有增加。該行業在獨立後一直擴展，最初步伐快速，但自1980年代以來停滯不前，阻礙因素包括水電短缺、能源成本高昂、交通基礎設施陳舊和廉價進口商品傾銷。然而由於城市化，工業和製造業對該國經濟的重要性增加，這能從個人均國內生產總值增長反映出來。工業活動集中在三大城市中心內羅畢、蒙巴薩和基蘇木，主要是食品加工行業如碾穀、啤酒生產、甘蔗壓榨和製造消費品如車輛套件。該國有一座煉油廠，把進口原油加工成為石油產品，主要銷往國內市場。此外，非正規經濟龐大和擴張，小規模生產家居用品、機動車輛零件和農具。工業投資有大約一半來自國外，其中英國佔一半，美國是第二大投資者。
該國是美國政府《非洲增長與機遇法案》（AGOA）的受益國之一，最近幾年製造業蓬勃。法案於2000年生效，銷往美國的服裝量從4,400萬美元上升到2006年的2.70億美元。同時，當局推出新政府稅收優惠措施以加強製造業，取消對資本設備和其他原材料徵稅。

### 能源業
肯尼亞的最大電力供應來自塔納河上游大壩的水電站，以及西部的特克韋爾河峽谷峽谷水壩。其餘供應來自沿岸的石油發電站、內羅畢附近的地熱設施和從烏干達進口的電力。2001年和2003年之間，該國的發電容量為1,142兆瓦。成立於1997年的國有公司負責發電，而準備私有化的另一家公司負責處理傳輸和分配電力。乾旱時水流減少，電力不足定期發生，例如在1997年和2000年，乾旱導致嚴苛的限電措施，12小時停電使經濟受損。頻繁的停電，加上成本高昂，仍然是經濟活動的嚴重障礙。當局推行稅收和其他優惠計劃，以鼓勵水電和地熱能的投資，而該國是這方面的先驅。政府計劃兩座發電站在2008年落成啟用，分別使用水力和地熱發電，但電力需求增長強勁，乾旱期間仍會供不應求。
北部半乾旱的圖爾卡納地區在經過幾十年的間歇性勘探後，最近發現一些油氣儲量，而勘探在該國海岸繼續進行。與此同時，該國目前進口所有原油需求，石油佔國家進口金額的20％至25％。肯尼亞石油煉廠是政府與幾個石油巨頭擁有的合資企業，各佔一半擁有權，經營該國唯一的蒙巴薩煉油廠，目前只滿足當地石油產品需求的六成。2004年石油消耗量估計為每天55,000桶（8,700立方米）。蒙巴薩煉油廠的大部分生產經由蒙巴薩-內羅畢油管運輸。

### 旅遊業

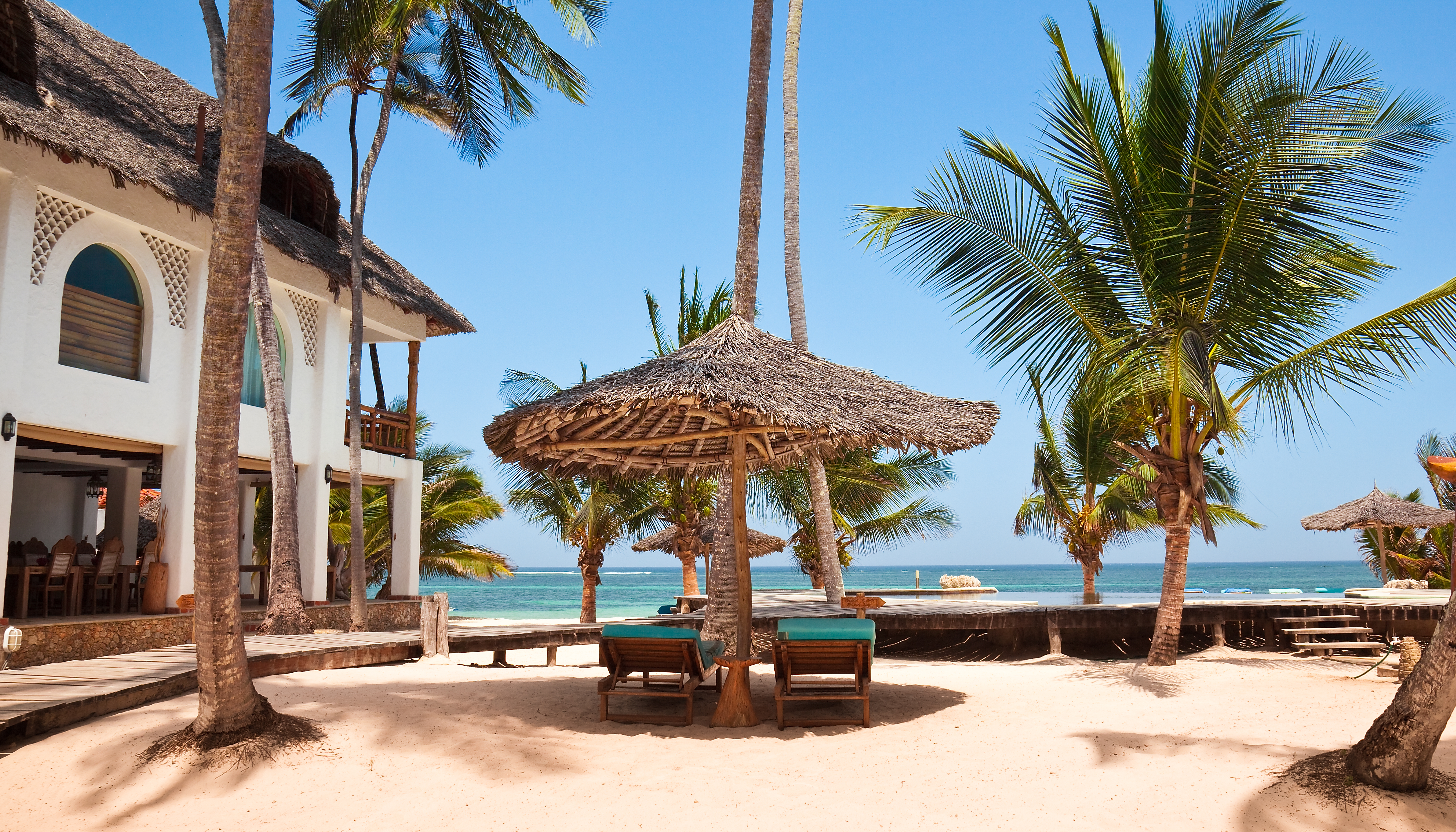
渡假村

肯尼亞的服務業以旅遊業為主，佔國內生產總值的63％左右。自獨立以來，旅遊業在大多數年份呈現穩步增長，至1980年代後期已成為全國主要的外匯收入來源。在1990年代後期，旅遊業因恐怖主義而低迷，地位被茶葉出口取代。1998年美國大使館爆炸案後西方政府發出旅遊警告，旅遊業低迷。遊客被吸引到海灘和禁獵區，如東察沃國家公園和西察沃國家公園，其中德國和英國遊客最多。政府和旅遊業組織採取措施，以解決安全問題和扭轉負面形象，包括設立旅遊警察，並在主要客源市場開展宣傳活動。旅遊業在過去幾年大幅度復蘇，是該國經濟增長回升的主要因素。
現時旅遊業是該國最大的外匯收入行業，其次是花卉、茶葉和咖啡。2006年旅遊業收益為8.03億美元，比上年增加6.99億美元。

### 金融服務
肯尼亞是東非和中非的金融服務樞紐。根據市值計算，內羅畢證券交易所（NSE）在非洲排名第4。
該國銀行體系由肯尼亞中央銀行（CBK）監督。2004年7月底，該體系由43家商業銀行（低於2001年的48家）、一些非銀行金融機構如抵押貸款公司、四家儲蓄和貸款協會和數個外匯局所組成。在四家最大的銀行中，肯尼亞商業銀行（KCB）和肯尼亞國家銀行（NBK）部分由政府擁有，其餘兩家是多數外商擁有（巴克萊銀行和渣打銀行）。大多數規模較小的銀行由家族擁有和經營。

## 勞動人口
2006年，肯尼亞的勞動人口估計約1,200萬，其中接近75％從事農業。在小規模農業和畜牧業之外的就業人數為600萬左右。2004年，約15％的勞動人口被官方歸類為失業人士，其他估計的失業率較高，甚至高達40％。近年由於城市化，農村勞動人口遷往城市如內羅畢。
1997年至2010年之間，該國的男性和女性勞動人口參與率保持穩定。1997年，65%女性從事勞動，而76%男性有工作。2005年，參與勞動人口的女性和男性分別是60%和70%，2010年的比例分別是61%和72%。

### 家庭農場勞動人口
在過去的二十年中，肯尼亞人從家庭農場轉移至支付工資的工作或開設農業以外的小企業。1989年，在總工作人口730萬中，450萬人在家庭農場工作。2009年，在總工作人口1,430萬中，只有650萬人在家庭農場工作，比例是45%，低於坦桑尼亞的66%。該國超過一半的家庭農場工人是婦女，人數為380萬，高於男性270萬。

### 受薪工作勞動人口
根據世界銀行2012年《肯尼亞經濟更新》，受薪工作的男性多於女性，而較多女性在家庭農場工作。受薪工作的男性人數是女性的兩倍，也多於在家庭農場工作的男性人數。大多數肯尼亞人正努力受僱於現代工資崗位，包括工程師、電訊專家、切花工人、教師、建築工人、家庭主婦、專業人士、任何工業和製造業的工作、港口和碼頭工人。1989年只有190萬人受薪工作，2009年人數增加至510萬。受薪工作的男性多於女性，2009年人數分別是340萬和130萬。

### 非農業自僱
在1989年至2009年期間，非農場自僱情況增加。世界銀行把非農場自僱包括擺地攤、店主、裁縫、助理、魚販、餐飲服務商等。非農就業人口從1989年的90萬增加至2009年270萬，男性和女性人數接近，分別是140萬和130萬。

## 貨幣、匯率和通貨膨脹
2003年和2010年之間，肯亞先令的平均匯率為1美元可兌74至78肯亞先令左右。
截至2012年6月，該國的通脹率是10.05％。

## 政府預算

### 收入與支出
2006年，收入總額為44.48億美元，而其預計支出總額為53.77億美元。政府預算赤字佔國內生產總值的百分比，從2004年高位5.5%減少至2006年的2.1%。
2012年，預算創下歷史新高14,590億肯亞先令。

### 政府債務
2006年，經常賬戶赤字為15億美元，數字較2005年4.95億美元顯著增加。2006年，經常賬戶餘額佔國內生產總值的比例為負4.2。
2006年，外債總額達67億美元，預計在2007年處於30%的可管理水平。

## 對外經濟關係

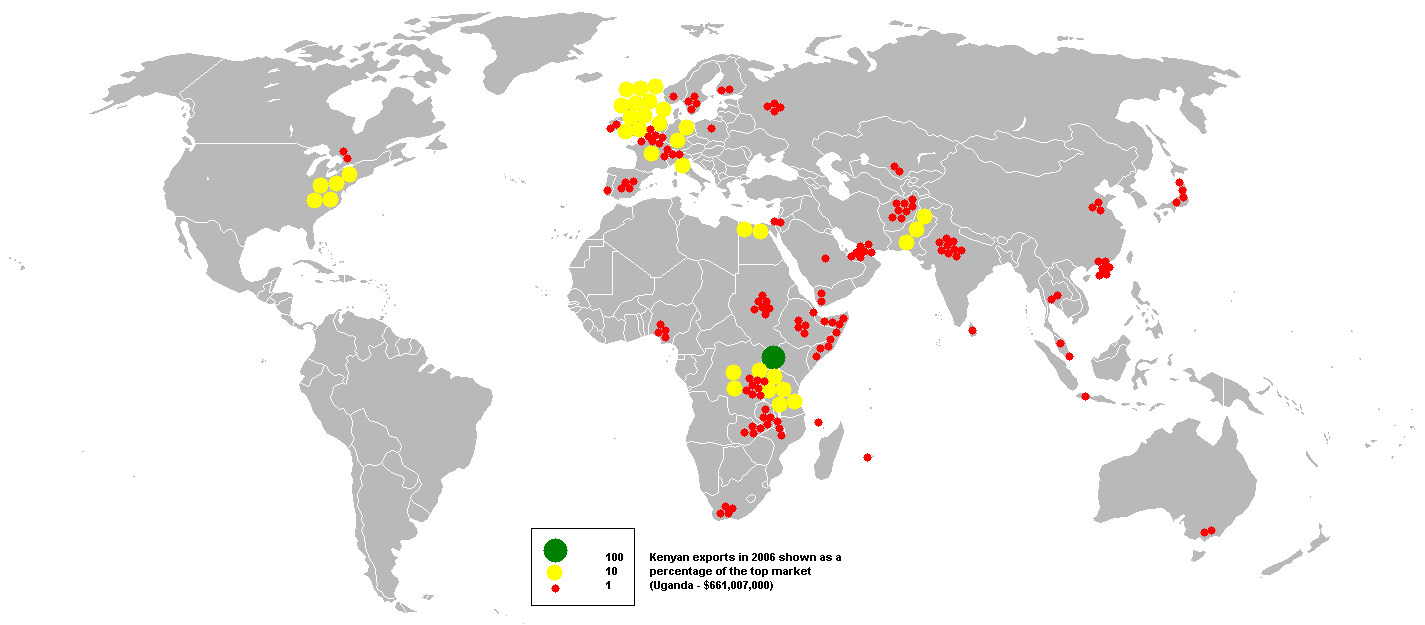
2006年肯尼亞出口

自獨立以來，肯尼亞是不結盟國家，擁有大量外國投資和發展援助金額，來自俄羅斯、中國和其他發達國家，外國仍然擁有六至七成工業。
近年來，該國的發展援助來源變得多樣化，中國的重要性相對西方國家變得日益重要。英國提供的資金份額顯著下降，而多邊機構如世界銀行和歐洲發展基金（European Development Fund）則增加。目前中國是最活躍的投資者。
該國在區域貿易集團內表現活躍，如東部和南部非洲共同市場（COMESA）和東非共同體（EAC），其中東非共同體由肯尼亞、烏干達和坦桑尼亞組成，目標是建立仿照歐盟的共同市場，早期走向融合的步驟是建立關稅同盟，以消除成員之間的商品關稅和非關稅貿易壁壘。

### 出口

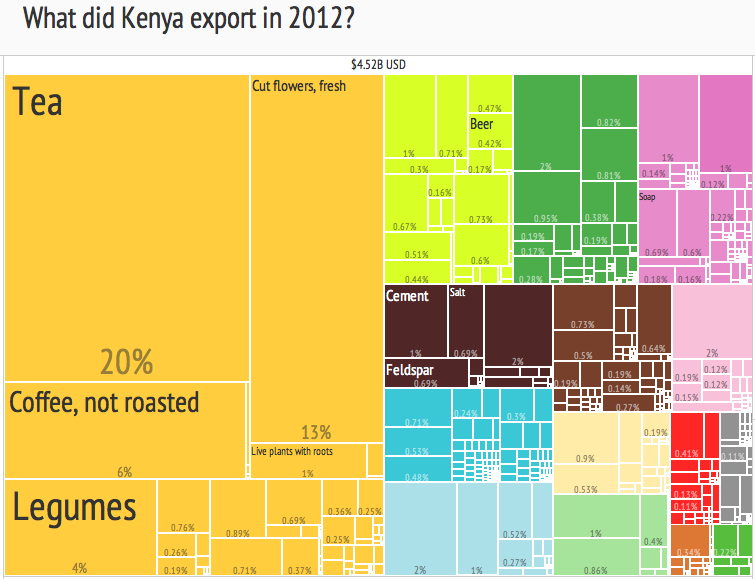
2012年肯尼亞出口產品，來源︰[http://atlas.cid.harvard.edu/explore/tree_map/export/ken/all/show/2012/ Harvard Atlas of Economic Complexity

肯尼亞的主要出口產品是園藝品和茶葉，2005年總價值為11.5億美元，價值是第三大出口產品咖啡的10倍左右。其他重要出口產品有石油產品、魚、水泥、除蟲菊和劍麻。主要的進口產品有原油、化學品、製成品、機械及運輸設備。非洲是肯尼亞最大的出口市場，其次是歐盟。
該國的出口目的地主要有英國、坦桑尼亞、烏干達和荷蘭，而進口則主要來自中國、印度、阿聯酋、沙特阿拉伯和南非。銷往美國的主要出口產品是服裝，貿易在《非洲增長與機遇法案》（AGOA）的條款下進行，但服裝業正努力在面對亞洲的競爭對手穩住陣腳，現時與美國出現貿易赤字。大部分經濟學家認為出口相關問題，很多是由於出口廉價商品使全球市場飽和，而流入該國的資金卻沒有大幅度提高。
肯尼亞是烏干達（出口12.3%，進口15.6%）和盧旺達（出口30.5%，進口17.3%）的主要貿易夥伴。

### 貿易平衡
該國通常擁有龐大的貿易赤字，主要出口是受世界價格和天氣影響的商品，因此貿易平衡大幅波動。2005年出口收入約32億美元，進口額約57億美元，貿易赤字約25億美元。

### 外商投資政策
自獨立後，肯尼亞的政策一般有利外國投資，只是偶爾收緊限制以推動非洲企業。該國保證外國投資者擁有權和匯出股息、特許權使用費和資本的權利。在1970年代，政府不允許外國投資，除非是政府有份參與的企業。
儘管當局訂立限制，六至七成工業仍然由國外擁有，其中一大部分可追溯到獨立過渡期間由英國殖民地轉讓的欺詐性資產。這使肯尼亞人失去經濟進步的機會，大部分仍然貧困，導致依賴外國援助。然而，相對於鄰近的撒哈拉以南非洲國家，該國有更多經濟成果和提高生活質量成果。

## 目前經濟狀況
2012年6月18日，在內羅畢發表的《肯尼亞經濟更新》中，政府在2011年第三季度推行措施如提高利率以減低通脹，使經濟趨於穩定。世界銀行最新經濟報告預測2012年經濟增長5％，但經濟仍然容易受到衝擊，增長可能會下降至4.1％。世界銀行肯尼亞總裁指出，該國人均收入首次超過800美元，經濟發展在未來幾年邁向中等收入水平，肯尼亞人將有機會享受更高的生活水平。世界銀行的高級經濟師指出，該國的結構弱點如經常賬戶赤字不斷擴大，對經濟穩定構成重大風險。如果再次出現油價衝擊、農作物失收或歐元區擴大，將輕易形成新一輪經濟動盪，扭轉近期漲幅。這些問題目前依然存在，而東非共同體正努力減低對肯尼亞造成的經濟衝擊。

## 經濟規劃《2030年遠景》
《2030年遠景》是肯尼亞現時的經濟增長未來藍圖，長期目標是在2030年前建立繁榮、有全球競爭力和高生活質素的國家。要達致目標，該規劃旨在把該國工業轉型，同時創造乾淨安全的環境。該願景分為三大支柱：經濟，社會和政治管理。

### 經濟支柱
經濟支柱的目標是2012年實現國內生產總值增長10％，目標經濟領域包括旅遊業、農業、批發及零售業、製造業、科技服務和金融服務。

### 社會支柱
社會支柱通過針對人類和社會福利方案，包括教育和培訓、衛生、環境、住房和城市化、兒童和社會發展、青年和體育，達致提高所有肯尼亞人生活質量的目標。

### 政治支柱
政治支柱的目標是朝著一個民族的未來邁進，展望建立一種基於問題、以人為本、結果導向、向公眾交代的民主制度，目標分為五大範疇：肯尼亞憲法、選舉和政治進程、提供民主和公共服務、透明度和問責性、治安和平及衝突管理。

## 批評與挑戰
肯亞的經濟嚴重依賴雨養農業和旅遊業，受繁榮和蕭條的週期所影響。在全國3,800萬人口中，接近75％從事農業，一半產量仍然是自給生產。
該國經濟表現被許多相互影響的因素所阻礙：嚴重依賴少數容易受世界價格波動影響的農產品出口、人口增長超越經濟增長、持續乾旱造成必要的電力配給、基礎設施失修、極端的貧富差距限制大部分國民發展技能和知識的機會。治理不善和腐敗導致營商成本高昂，對經濟增長造成負面影響。根據透明國際，該國是全球最腐敗的國家之一，每年賄賂和欺詐造成的損失高達10億美元。23%以每天1美元以下收入過活的人民每月支付約16次賄賂，每三次與公職人員接觸中有兩次需要賄賂。該國經濟的另一大阻力是人類免疫缺陷病毒/愛滋病帶來的負擔。姆瓦伊·齊貝吉政府的政策目標包括預算改革和債務約束，前景顯著改善。
西方捐助者一早對該國政府的期望幻滅，但經濟廣泛擴展，主要是由於旅遊業和電訊業表現強勁，加上農業在乾旱後的結果尚可接受，特別是重要的茶葉。2007年該國經濟增長超過7%，外債大幅減少。但是，該國的情況有可能在不久將來穩定下來，經濟出現穩定增長。2014年經濟增長有望達到4％以上，隨著外資流入增加、未來在全球市場上推廣該國商品、增加農產品如茶葉和鮮花的需求，經濟增長在2015年將再度增加。現時西方捐助者對非洲國家較少採取家長式態度，但情況仍有待改善。2007年至2008年選舉後出現暴力，對肯亞經濟有重大的影響，因而經濟在這時期內因商業週期而下滑。

## 外部連結
- CBIK – the Center for Business Information in Kenya, a division of the Kenya Export Promotion Council
- KenInvest; the Kenya Investment Authority, formed by the government of Kenya in 2004
- 中的“Kenya Economic Development”
- Kenya latest trade data on ITC Trade Map （页面存档备份，存于）
- Bio Jane Kiringai （页面存档备份，存于）
- About Johannes Zutt （页面存档备份，存于）

News
- Business Daily （页面存档备份，存于）
- Daily Nation Business （页面存档备份，存于）
- The Standard Business （页面存档备份，存于）

Trade
- World Bank Summary Trade Statistics Kenya （页面存档备份，存于）, 2010